# Переконання (телесеріал, 1971)
«Переконання» (англ. Persuasion) — британський телесеріал 1971 року за однойменним романом Джейн Остін 1817 року. Він був знятий телеканалом Гранада для ITV, а режисером став Говард Бейкер. Енн Фірбанк зіграла Енн Елліот, а Браян Маршалл – капітана Вентворта. Вперше ця п'ятисерійна адаптація з'явилась на екранах у квітні та травні 1971 року.

## Сюжет
Енн Елліот – друга дочка овдовілого баронета сера Волтера Елліота. Покірна, розважлива і скромна, на відміну від свого пихатого батька і сестер. Родина обговорює шляхи подолання фінансових труднощів, які виникли, значною мірою, через марнотратність сера Волтера. Запропоновано кілька ідей, але сер Волтер або його старша донька Елізабет (яка дуже схожа на батька) вважають їх неприйнятними, зважаючи на своє високе суспільне становище. Нарешті, друг і адвокат сера Волтера, містер Шепард, якого підтримали Енн та леді Рассел, переконав баронета переїхати до Бату, пояснюючи це турботою про своє здоров'я. Тим часом, родинний маєток Келлінч Холл можна буде здати в оренду одному із заможних військово-морських офіцерів, які повернулися зі служби у зв'язку із закінченням наполеонівських воєн. Невдовзі пан Шепард знаходить відповідного орендаря – адмірала Крофта. Його дружина місіс Крофт – сестра капітана Вентворта, з яким Енн та її родина, здається, вже знайомі.
Вісім з половиною років тому леді Рассел, подруга покійної леді Елліот, переконала Енн розірвати заручини з Фредеріком Вентвортом, який тоді ще не був капітаном, через його бідність та невисоке суспільне становище. Однак, відтоді Вентворт досяг успіхів на службі у військово-морському флоті, став заможним і тепер повертається до Сомерсета, щоб знайти наречену.
Сер Волтер та Елізабет їдуть до Бату. Енн вирушає відвідати свою молодшу сестру Мері, яка одружена з містером Чарльзом Мазгроувом. Чарльз спочатку освідчився Енн, але отримавши відмову, згодом звернув увагу на Мері. Тепер у подружжя вже двоє маленьких синів. Вентворт відвідує Мазгроувів. З Енн майже не розмовляє. Дві молодші сестри Чарльза Мазгроува, Луїза та Генрієтта, не приховують свого захоплення капітаном. Генрієтта згодом заручається з молодим вікарієм Чарльзом Гейтером. Тепер всі вважають Луїзу обраницею Вентворта. Фредерік збирається відвідати у Лаймі своїх друзів, подружжя Гарвіллів. Ідея вирушити до моря виглядає дуже привабливо. Зрештою, до капітана приєднуються сестри Мазгроув, Енн, Чарльз та Мері.
Під час прогулянки по набережній Лайму Луїза, намагаючись вразити Вентворта своєю рішучістю і непохитністю, незважаючи на застереження, стрибає зі стіни, сподіваючись, що він її підхопить, але Фредерік не встигає. Від удару об бруківку дівчина втрачає свідомість. Енн найшвидше оговталась від шоку. Вона запропонувала доправити Луїзу в будинок Гарвіллів і викликати лікаря, в той час як усі інші надто приголомшені. Лікар не може з певністю сказати наскільки важка травма дівчини, але не відкидає можливості, що вона з часом видужає. Брат Луїзи вирішив залишитися і піклуватися про все необхідне для лікування сестри. Вентворт запропонував Енн також затриматися і доглядати Луїзу. Всі інші мали повернутися і розповісти батькам міс Мазгроув про те, що сталося. Але Мері наполягає на тому, що залишиться, бо вона ближча родичка Луїзи, крім того, вона не хоче їхати додому без чоловіка. Енн, Вентворт та Генрієтта повертаються до Апперкроссу (маєтку Мазгроувів). Згодом Енн вирушає до Бату, щоб приєднатися до батька та Елізабет.
Невдовзі в Баті стає відомо, що Луїза одужала і заручилася з капітаном Бенвіком, другом Гарвіллів. Це дає Енн надію, що їй вдасться повернути Вентворта. Вона докладає всіх зусиль, щоб зблизитися з ним. Але до Енн починає залицятися її двоюрідний брат, містер Елліот. На це схвально дивиться не лише леді Рассел, але й сестра Елізабет та сер Волтер.
Енн відвідує Мазгроувів, які приїхали до Бату, щоб придбати все необхідне для весілля своїх доньок. Там вона зустрічає капітана Гарвілла. Вентворт чує їхню розмову про постійність у коханні чоловіків і жінок. Фредерік вражений. Він освідчується Енн у листі. На вечірці з нагоди заручин виявляється, що містер Елліот та місіс Клей, яку Елізабет вважала своєю подругою, втекли разом.

## У ролях
- Енн Фірбанк — Енн Елліот
- Браян Маршалл — капітан Вентворт
- Безіл Діґнем — сер Волтер Елліот
- Валері Герон — Елізабет Елліот
- Маріан Спенсер — леді Рассел
- Джорджина Андерсон — місіс Крофт
- Річард Вернон — адмірал Крофт
- Мораг Гуд — Мері Мазгроув
- Роланд Девіс — Чарльз Мазгроув
- Мел Мартін — Генрієтта Мазгроув
- Живіла Рош — Луїза Мазгроув
- Ноель Дайсон — місіс Мазгроув
- Вільям Кенделл — містер Мазгроув
- Шарлотта Мітчелл — місіс Клей
- Девід Савіле — містер Елліот
- Габріелла Дей — місіс Рук

## Зовнішні посилання
- Sauer, Laura. Persuasion: 1971. Jane Austen Centre Magazine. Архів оригіналу за 15 липня 2007.